# 보리스 고이흐만
보리스 아브라모비치 고이흐만(러시아어: Бори́с Абра́мович Го́йхман, 1919년 4월 19일 ~ 2005년 10월 28일)은 소련의 수구 선수로 포지션은 골키퍼이다. 올림픽에 3회 출전하여 은메달 1개, 동메달 1개를 획득했다.

## 생애
우크라이나 인민공화국의 보즈네센스크의 유대계 가정에서 태어났다. 1938년부터 1941년까지 디나모 모스크바 수구팀에서 활동했으며, 제2차 세계 대전이 발발하자 소련군에 입대, 대조국전쟁에 참전했다. 종전 후 1945년부터 1946년까지 소련 해군 수구팀인 CDKA 모스크바에서 뛰었고, 1947년부터 1949년까지 토르페도 모스크바에서 활동했다.
이후 1952년까지 소련 공군 수구팀인 VVC 모스크바 소속으로 활동했다. 공군 소속 당시인 1952년에 소련 수구 대표팀의 골키퍼로 발탁되어 핀란드 헬싱키에서 열린 소련팀의 첫 국제 대회인 1952년 하계 올림픽에 참가하였다. 그는 7경기 모두 주전 골키퍼로 출전하였다. 소련 대표팀은 7위를 기록했고, 대회 최우수 골키퍼로 선정되었다. 이후 다시 해군으로 돌아와 TsVSK VMF 소속으로 활동하여 1960년까지 뛰었다. 그의 두번째 올림픽인 오스트레일리아의 멜버른에서 열린 1956년 하계 올림픽에서는 6경기에 출전했고, 소련팀은 동메달을 획득했다. 이후 이탈리마 로마에서 개최된 1960년 하계 올림픽에서는 6경기에 출전, 은메달을 획득했다.
그는 현역 시절에 소련 수구 선수권 대회를 6회 우승(1945, 1946, 1948, 1951, 1952, 1954)을 달성했고, 소비에트 컵 5회 우승(1946, 1947, 1948, 1951 1953)을 달성했고, 소련 국가대표팀 소속으로 110경기에 출전했다.
2005년에 모스크바에서 사망했으며, 트로예쿠롭스코예 묘지에 안장되었다.